# Лобуя
Лобуя — село в Среднеколымском улусе Республики Саха (Якутия) России. Входит в состав городского поселения город Среднеколымск.
Расположено на Колымской низменности на северо-востоке республики, на правом берегу Колымы в 14 км от Среднеколымска. Находится севернее Северного полярного круга.
Климат характеризуется как резко континентальный. Средняя температура воздуха самого тёплого месяца (июля) составляет 12 °C; самого холодного (января) — −38 °C. Среднегодовое количество атмосферных осадков составляет 250—300 мм.
Рядом с селом находится бывшая тропосферная станция 15/103. Раньше здесь находился лагерный пункт Колымского ГУЛАГа. В 1950-е годы, когда лагпункт был расформирован, населённый пункт остался. Здесь функционировало СПТУ и находилась воинская часть ПВО. В 1970-е училище закрыли и после этого посёлок постепенно пришел в упадок. В 1990-е была расформирована воинская часть.

## Население
| 2002 | 2010 | 2011 | 2012 | 2013 | 2014 | 2015 |
| ---- | ---- | ---- | ---- | ---- | ---- | ---- |
| 7    | ↘3   | →3   | ↘1   | ↗2   | →2   | →2   |
| 2016 | 2017 | 2018 | 2019 | 2020 | 2021 |      |
| →2   | →2   | →2   | →2   | →2   | ↘1   |      |